# Truppen (Königswartha)

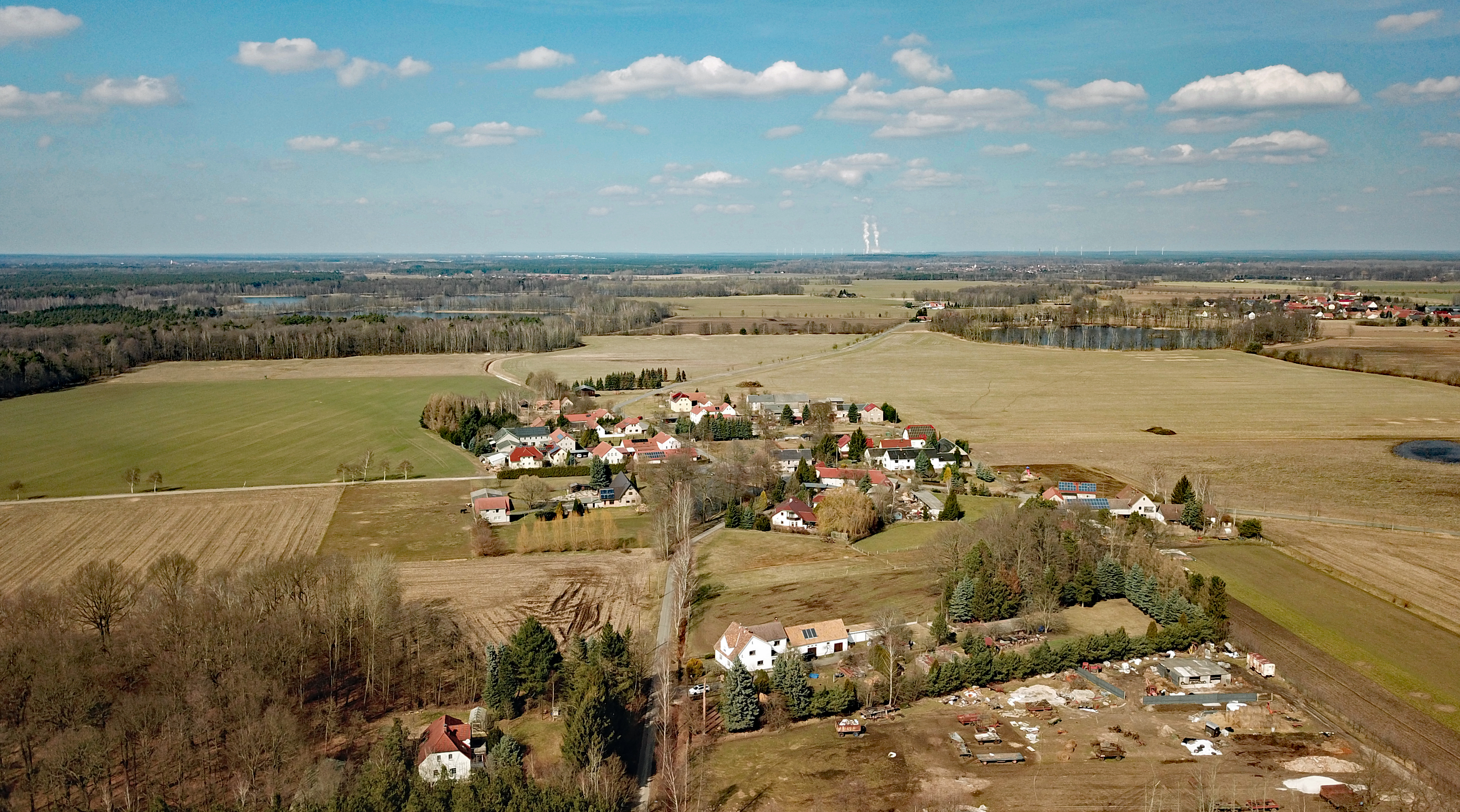
Luftbild

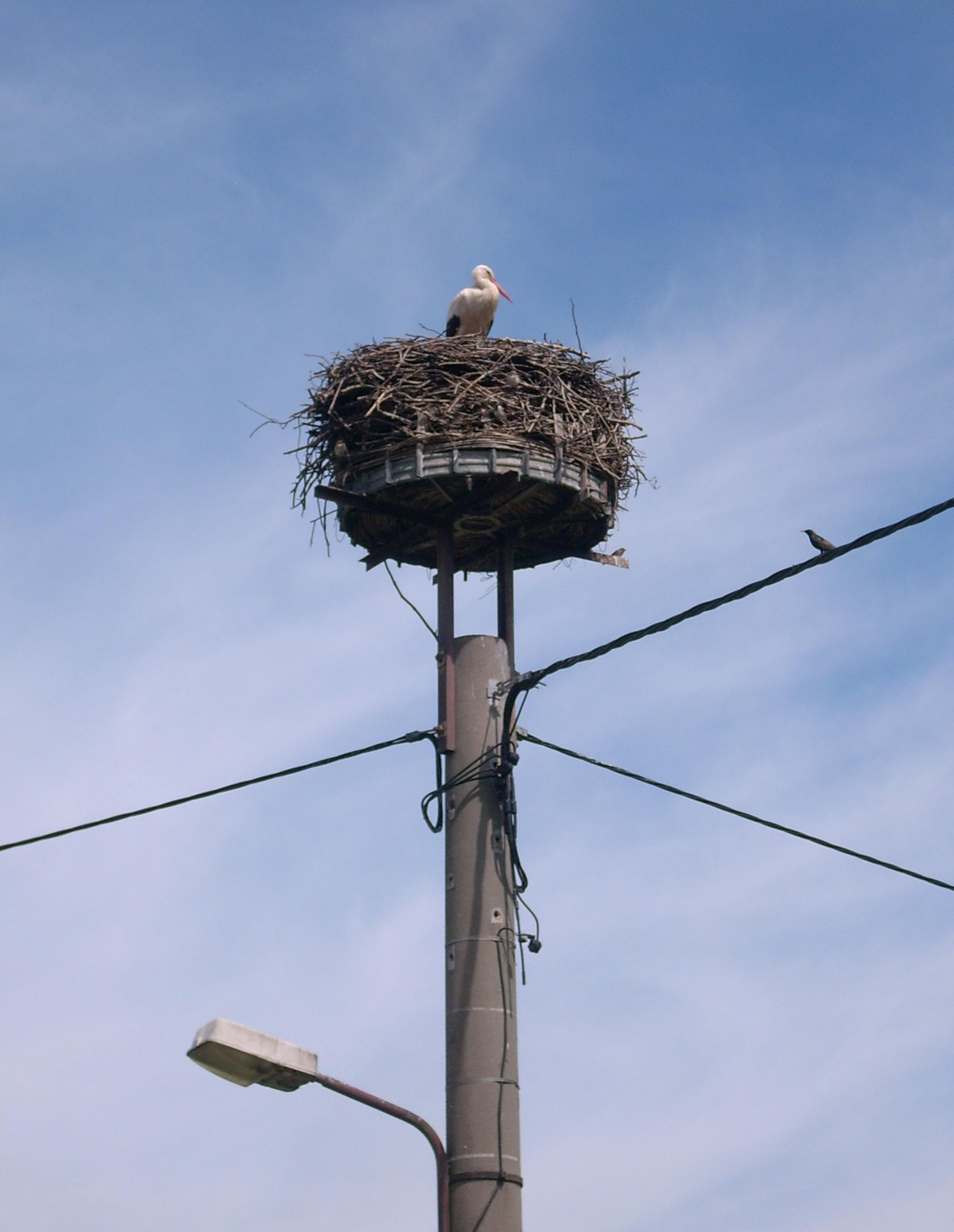
Storchennest in Truppen

Truppen, obersorbisch Trupin, ist ein Ort im ostsächsischen Landkreis Bautzen und gehört seit 1957 zur Gemeinde Königswartha. Der Ort liegt in der Oberlausitz und zählt zum sorbischen Siedlungsgebiet. Im Dezember 2022 hatte der Ortsteil 85 Einwohner.

## Geografie
Truppen befindet sich etwa 19 Kilometer nordwestlich der Großen Kreisstadt Bautzen und zwölf Kilometer südlich von Hoyerswerda in der Oberlausitzer Heide- und Teichlandschaft. Das Gemeindezentrum Königswartha ist drei Kilometer entfernt. Westlich des Ortes erstreckt sich ein ausgedehntes Waldgebiet; im Osten und Norden große Fischteiche.
Truppen ist siedlungshistorisch ein lockeres Platzdorf mit dem ehemaligen Vorwerk im Süden des Ortes. Die Nachbarorte sind Commerau im Nordosten, Entenschenke im Südosten, Eutrich im Süden und Cunnewitz (Gemeinde Ralbitz-Rosenthal) im Westen.

## Geschichte
Der Ort wurde erstmals 1380 als Trupin urkundlich erwähnt. Weitere verzeichnete Namensformen sind Truppe (1419), Droppe (1499) und Troppen (1556). Die Grundherrschaft lag spätestens seit dem 18. Jahrhundert beim Rittergut Königswartha, das ein Vorwerk in Truppen betrieb.
Bis zum 1. April 1936 war Truppen eine eigenständige Landgemeinde; dann wurde es zunächst nach Commerau und am 1. Januar 1957 gemeinsam mit diesem nach Königswartha eingemeindet.

## Bevölkerung
Für seine Statistik über die sorbische Bevölkerung in der Oberlausitz ermittelte Arnošt Muka in den achtziger Jahren des 19. Jahrhunderts eine Bevölkerungszahl von 142 Einwohnern; davon waren ausnahmslos alle Sorben. Auch nach dem Zweiten Weltkrieg war Sorbisch noch die vorherrschende Alltagssprache; seitdem ist der Gebrauch in Truppen jedoch weiter zurückgegangen.
Die gläubigen Einwohner sind zum größten Teil evangelisch-lutherischer Konfession und nach Königswartha gepfarrt; der kleinere katholische Anteil gehört zur Kirchgemeinde Ralbitz.